# Даан, Жером
Жером Даан (фр. Jérôme Dahan; 3 марта 1959 Париж — 12 октября 2010 там же) — французский автор песен.

## Биография
В начале 80-х годов Жером познакомился с Милен Готье (позднее Милен Фармер) и Лораном Бутонна, они основали издательскую компанию, пытаясь записать песню, но сделка не состоялась.
Они написали песню «Maman a tort», Милен Фармер стала ее исполнителем, подписав контракт с RCA.
Выпущенный диск стал успешным. Даан и Бутонна также написали песню, которую Милен Фармер исполнила на своем втором альбоме. Позже возникли разногласия между Дааном и Фармер, и их сотрудничество завершилось. Даан продолжил работать на себя и выпустил свой единственный альбом «Low Sex» в 1993 году.
Умер в Париже на 51-м году жизни. Причиной его смерти стал рак.

## Дискография

### Альбомы
- Sexe faible (1993)